# علا الفارس
علا الفارس (6 نوفمبر 1985)، هي محامية وصحفية ومقدمة برامج تلفزيونية أردنية تعمل في قناة الجزيرة. اشتهرت بتقديمها برنامج "MBC في أسبوع" على قناة مركز تلفزيون الشرق الأوسط.
فازت بجائزة أفضل مقدمة برامج شابة من النساء العربيات في 3 ديسمبر 2015. كما اختيرت ضمن قائمة أكثر 500 شخصية مسلمة مؤثرة في العالم وفقًا لمؤسسة "مسلمون 500" في إصدارها لعام 2019. كما فازت بجائزة "جائزة الشيخ محمد بن راشد للعمل الإنساني" المرموقة في وسائل التواصل الاجتماعي حيث استخدمت منصاتها على وسائل التواصل الاجتماعي لدعم العديد من المبادرات الإنسانية لمساعدة المحتاجين.
علا الفارس هي سفيرة العلامة التجارية لوريال في الشرق الأوسط منذ عام 2016. وهي أيضا سفيرة للعلامة التجارية لمجموعة زين الأردنية.
يذكر أن علا هي حالياً ثاني أكثر النساء الأردنيات متابعة على تويتر بعد الملكة رانيا. وأول امرأة عربية تتسلق برج خليفة.

## طفولتها وتعليمها
وُلدت علا الفارس في عمان، الأردن في 6 نوفمبر 1985، لعائلة سياسية معروفة. كان جدها عبد الرؤوف الفارس عضوًا في البرلمان الأردني من 1954 حتى وفاته في 1984. كما كان والدها تحسين الفارس أيضًا عضوًا في البرلمان الأردني في عام 1985.
تخرجت من الثانوية العامة في سن الـ 16، ثم تخرجت من كلية الحقوق في جامعة عمان الأهلية في سن الـ 19 تخصص القانون.

## مسيرتها الإعلامية
بدأت علا العمل في الإعلام في سن مبكرة، انضمت إلى قناة العربية عام 2004 وعمرها لم يتجاوز 16 عامًا، ثم انتقلت إلى إم بي سي لتصبح أصغر مراسلة في الوطن العربي. وصفتها «مجلة اوك البريطانية» بأنها واحدة من أصغر الصحفيين عمرُا في منطقة الشرق الأوسط.

### مركز تلفزيون الشرق الأوسط
بدأت مسيرتها المهنية عام 2004 كمراسلة أخبار لقناة العربية من الأردن وبدعم من سعد السيلاوي، في عام 2007، التحقت للعمل في قناة إم بي سي 1 كمذيعة ومقدمة البرنامج الأخباري الاجتماعي «إم بي سي في أسبوع». في مطلع عام 2017 تقدمت باستقالتها من إم بي سي للانتقال إلى مجموعة روتانا، لكن استقالتها رفضت فاستمرت بالعمل حتى 2019 حيث أنهت تعاقدها معهم رسميًا.

### قناة الجزيرة
في 31 مايو 2019 انضمت لقناة الجزيرة لتقديم نشرات الأخبار وبرنامج منوع بعنوان «مع أو ضد» على قناة بي إن دراما التابعة للشبكة كمذيعة أخبار في قناة «الجزيرة» الإخبارية. في مايو 2019 أعلنت قناة الظفرة الإماراتية عن إيقاف المسلسل البدوي (صبر العذوب) وذلك بعد إعلان علا انضمامها إلى قناة الجزيرة القطرية التي تنشر الإرهاب والكراهية والفوضى في الوطن العربي على حد قولهم.
ردت عليهم قائلة:

## الجدل
أثارت علا الفارس جدلاً واسعًا في الشارع العربي بعد زيارة دونالد ترامب لفلسطين وقراره بنقل السفارة الأمريكية إلى القدس، حيث نشرت تغريدة قالت فيها: "ترامب لم يختر توقيت إعلان القدس عاصمة إسرائيل عبثًا، الليلة ندين وغدًا نغني هلا بالخميس". وقد تسببت هذه التغريدة في ردود فعل غاضبة، حيث فسرها البعض على أنها مسيئة للسعودية.
وفي أعقاب هذه التغريدة، أصدرت قناة "إم بي سي" بيانًا أعلنت فيه إيقاف علا الفارس عن العمل، موضحة أن السبب يعود إلى ما تضمنته التغريدة من إهانة للشعوب العربية. بعد ذلك، قدمت علا اعتذارًا للقناة عن ما بدر منها، وغابت عن الشاشة لمدة أسبوعين، ثم عادت لتطل على الجمهور مجددًا واستمرت في العمل حتى عام 2019.

## حياتها الخاصة

### العائلة
تنحدر علا من عائلة انخرطت في العمل السياسي كان جدها «عبد الرؤوف محمد الفارس» نائباً في الاتحاد الهاشمي العربي حين دخل العراق مع الأردن (الاتحاد الهاشمي العربي) إضافة إلى عمله كعضو في البرلمان الأردني الرابع في الأردن بالفترة من 1954 حتى وفاته عام 1984 وممثل الأردن في مجلس الاتحاد العربي، أما والدها «تحسين عبد الرؤوف الفارس» فانتخب نائباً في البرلمان الأردني عام 1985 وعند تأسيس السلطة الوطنية الفلسطينية عام 1993 عمل كمستشار خاص للرئيس الراحل ياسر عرفات كسياسي مستقل لا ينتمي لأي حركة، وتعرض لمحاولة اغتيال فاشلة ثم توفي عام 1999 في الأردن وأقيمت له جنازة عسكرية شارك فيها الأمير حسن بن طلال.
نشأت مع أشقائها الذكور السبعة.

### الزواج
في 13 ديسمبر أعلنت عقد قرانها من رجل عربي يحمل الجنسية البريطانية رزقت بمولودها الأول في الأول من فبراير 2023 والثاني في 22 نوفمبر 2024

## أعمالها

### البرامج التي قدمتها
| البرنامج          | عرض على          | العام     |
| ----------------- | ---------------- | --------- |
| دنيا المال        | قناة العربية     |           |
| إم بي سي في أسبوع | إم بي سي 1       |           |
| الطريق إلى أمريكا | إم بي سي 1       |           |
| الهاربون من الموت | إم بي سي 1       |           |
| الأصرار           | إم بي سي 1       |           |
| علا على هلا       | إذاعة هلا الأردن | 2017-2018 |
| مع أو ضد          | بي إن دراما      | 2019      |
| الجانب الآخر      | قناة الجزيرة     | 2021      |

### التمثيل
في عام 2016 خاضت للمرة الأولى تجربة التمثيل، شارك بدور البطولة بالمسلسل البدوي «الدمعة الحمراء» وهو من إنتاج قناة إم بي سي 1 إلى جانب الفنان السعودي تركي اليوسف. وفي عام 2019 ظهرت بمسلسل صبر العذوب الذي صُور عام 2018 

## المؤتمرات
بعض من المؤتمرات التي حلت عليها كمديرة جلسات ومتحدثة رئيسية:
- الإمارات العربية المتحدة - الملتقى الإعلامي العربي.
- قطر - المؤتمر العالمي للاشخاص ذوي الإعاقة.
- تونس - ملتقى توزر للموروث والثقافة.
- الأردن - منتدى حماية الصحفيين.
- السعودية - ملتقى المرأة العصرية.
- الإمارات العربية المتحدة - منتدى الاقتصاد الأخضر في دبي عام 2014.[31]
- مصر - المؤتمر الدولي لاتحاد المنتجين العرب.
- اليمن - ملتقى المجلس الوطني للسكان الأعلام والتثقيف السكاني.
- الولايات المتحدة - المؤتمر الدولي التاسع عشر للإيدز في واشنطن.
- الهند - ملتقى المرأة العالمي.
- البحرين مؤتمر الشباب الدولي في الصحة والرياضة.[32]
- الكويت - المتلقى الاعلامي العربي «الأعلام تحديات وتحولات»[33]
- الإمارات العربية المتحدة - القمة العالمية للحكومات.

## الجوائز
- 2009 : فازت بجائزة ملتقى الإعلاميين الشباب العرب.[34]
- 2010: درع الشباب المبدع في ملتقى الكويت للإعلامين.[21]
- 2015: جائزة المرأة العربية السنوية في مجال الإعلام التلفزيوني في الحفل الذي أقيم في لندن.[35]
- 2016: جائزة رواد التواصل الاجتماعي في فئة خدمة المجتمع في الحفل الذي أقيم في دبي بحضور الشيخ محمد بن راشد.[36]